# استان بوبانزا
استان بوبانزا (به لاتین: Bubanza Province) یکی از ۱۸ استان کشور بوروندی است. استان بوبانزا ۱٬۰۸۹٫۰۴ کیلومتر مربع مساحت و ۳۳۸٬۰۲۳ نفر جمعیت دارد.